# Néa Epídavros
Néa Epídavros, en grec moderne : Νέα Επίδαυρος, ou en français : Nouvelle-Épidaure, est un village du dème d'Épidaure, district régional d’Argolide, en Grèce.
Selon le recensement de 2011, la population du village compte 896 habitants.